# Malo Polje

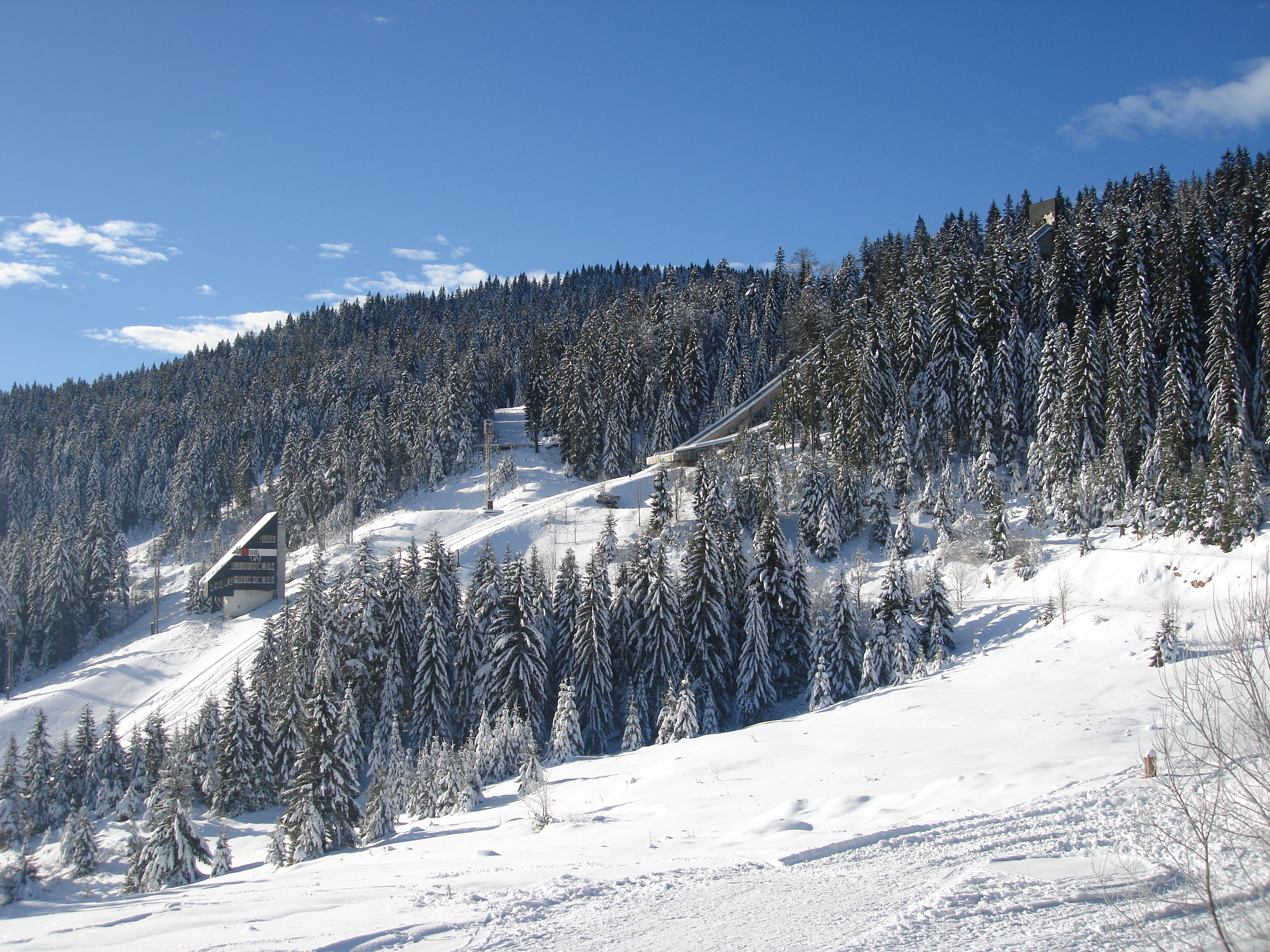
Pohled na areál můstků

Malo Polje, též Igman Olympic Jumps je název areálu určeného pro skoky na lyžích, který se nachází v bosenském Sarajevu na úpatí hory Igman. Můstky byly vybudovány speciálně pro Zimní olympijské hry v roce 1984. Během zdejší občanské války došlo k velkému poškození můstků, protože přestaly být udržovány.

## Velký můstek
Konstrukční bod velkého můstku činí 112 m, hill size 115, rekord můstku 116 m drží Fin Matti Nykänen, který zde také získal olympijské zlato. Olympijský závod se zde konal 18. února 1984.

## Střední můstek
Konstrukční bod středního můstku činí 90 m, hill size 100m, rekord můstku 91 m drží opět Matti Nykänen, olympijským vítězem se však stal východoněmecký skokan Jens Weißflog. Olympijský závod se zde konal 12. února 1984.